# Gert Noël

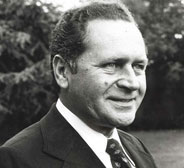
Gert Noël

Gert Noël (* 16. Mai 1927 in Aachen; † 10. November 1998 auf Ibiza) war ein belgischer Unternehmer und Gründer der Firma NMC.

## Biografie
Gert Noël kehrte 1949 nach einer Lehrzeit als Volontär aus Lüttich zurück in seinen Heimatort Hauset. Seine erste unternehmerische Idee war „Hausfrauen mit klugen neuen Produkten das Leben einfacher machen“. Beispielsweise kaufte er Polyurethanschaum, schnitt ihn in kleine Blöcke und es entstand ein künstlicher Bimsstein, der Vorläufer des modernen Haushaltsschwamms. Er belieferte zunächst Drogerien und gründete mit seiner Frau Odette 1950 die ursprünglich als Handelsunternehmen ausgelegte Firma Noël-Marquet & Cie (NMC) am Eupener Marktplatz. Der Umzug in ein eigenes Betriebsgebäude an der Hochstraße erfolgte 1959. Der Firmenhauptsitz befindet sich seit 1983 in Eynatten auf dem ehemaligen Außengelände der Chocolaterie Jacques.  Die Familienholding firmiert unter dem Namen Nomainvest. Durch den wirtschaftlichen Aufstieg der verschiedenen Firmen zählt seine Familie zu den 200 reichsten Familien Belgiens.
Neben der Firma NMC begann Gert Noël nach mehrjähriger Forschungsarbeit Ende der 1990er Jahre in den USA mit einem seiner Söhne mit der Herstellung von extrudierten Korken zum Verschließen von Weinflaschen. Inzwischen hat die Firma Nomacorc Niederlassungen in den USA, China, Argentinien und in Thimister, nahe dem NMC-Hauptsitz. 2016 erfolgte eine Neuaufstellung der Firma durch die Fusion mit mehreren anderen Herstellern synthetischer Flaschenverschlüsse, unter dem Firmennamen Vinventions.

## StiftungFonds Gert Noël
Im Jahr 2000 wurde die Stiftung Fonds Gert Noël gegründet, die von der König-Baudouin-Stiftung verwaltet wird und zum Ziel hat, die Kommunikation in Hospitälern zu fördern, die gesundheitliche Versorgung humaner zu gestalten und die Betreuung von Patient und Familie zu verbessern. Der Gert-Noël-Preis zeichnet jährlich eine belgische Initiative aus, „die sich mit einem originellen und innovativen Ansatz für eine bessere Berücksichtigung, Information und Begleitung der Patienten und ihres Umfelds in der Krankenhausumgebung oder beim Kontakt mit dem Pflegenetzwerk einsetzt“.